# Józef Jarema
Józef Jarema (ur. 4 października 1900 w Starym Samborze, zm. 22 lipca 1974 w Monachium) – polski malarz, brat Marii i Władysława, członek grupy kapistów.
Syn Józefa i Stefanii ze Śmigielskich. Ukończył gimnazjum w Jaśle. W młodym wieku wstąpił do Polskich Drużyn Strzeleckich, od 1918 do 1924 studiował w Akademii Sztuk Pięknych w Krakowie u Jacka Malczewskiego, a także w Paryżu u Józefa Pankiewicza. Powrócił do kraju 1931 i nawiązał współpracę z czasopismem Głos plastyków, w 1932 współtworzył eksperymentalny teatr Cricot dla którego stworzył wiele przedstawień. Od 1934 do 1937 był zaangażowany w restaurację dekoracji plafonów w zamku na Wawelu. Podczas II wojny światowej przedostał się przez Rumunię do Armii Andersa z którą przeszedł szlak bojowy do Monte Cassino. Poprzez Józefa Czapskiego został zaangażowany w działalność prowadzonego przez Zygmunta Turkiewicza działu plastycznego. Razem z innymi malarzami służącymi w armii brał udział w wystawach obrazów mających miejsce Bagdadzie, Tel Awiwie i Rzymie. Po zakończeniu działań wojennych nie wrócił do Polski, osiadł w Rzymie, gdzie razem z Enrico Prampolinim założył „Art Club” zrzeszający twórców awangardowych z innych krajów. W tym czasie ożenił się z Marią Sperling, razem podjęli w 1950 decyzję o przeprowadzce do Nicei. Tam założyli pracownię tkacką gdzie projektowali i tworzyli tkaniny, makaty i dywany cechujące się abstrakcyjnymi wzorami. Był jednym z organizatorów Kongresu Sztuk Plastycznych, który miał miejsce w 1953 w Palermo. Po 1960 przeprowadził się do Monachium, gdzie zmarł w 1974.
Początkowo malował pejzaże, martwe natury i portrety (w stylistyce koloryzmu), później, od 1948 roku – abstrakcje geometryczne.
W zbiorach Muzeum Narodowego w Krakowie znajduje się osiem obrazów Jaremy (z lat 1950–1964).
W roku 1996, spadkobiercy malarza Carina i Christan Leprette z Paryża, przekazali do zbiorów Muzeum Historycznego w Sanoku archiwum artysty a także kolekcję jego obrazów, collages i gobelinów z lat 70., oraz wybór rysunków z lat 40.